# Dolianova
Dolianova (sardinsky: Patiòlla) je italská obec (comune) v provincii Sud Sardegna v regionu Sardinie. Nachází se ve výšce 212 metrů nad mořem a má přibližně 9 500 obyvatel. Rozloha obce je 84,31 km².